# 冰蠕虫
冰蠕虫或极地虫是角色扮演游戏《龙与地下城》中设定的一种虚构生物，第三波出版的简体中文怪物图鉴中将其翻译成“百足魔兽”。冰蠕虫居住在寒冷的极地地区，具有相当的攻击性，会吃下任何可以吃下的生物。
冰蠕虫身体分节，头颈部有皮翼，数十只角质的脚支撑身体站立。全身为冰蓝色，背部有数条白纹。

## 外形特征
成年冰蠕虫全长20-24英尺（约6-7.2米），体宽约5英尺（1.5米），体重约10000磅（4500公斤）。它有几十对步足，看起来像一个巨大的蜈蚣。在头颈处长有一对鳍，看起来像微型的翅膀，可以帮助它像蛇一样抬高自己的前半段身体，但并没有飞行作用。

## 生活环境
冰蠕虫通常出现在寒冷的陆地上，例如被遗忘的国度的冰风谷附近。一般单独生活。

## 特殊能力和战术
冰蠕虫能在冰雪和地面挖洞，速度很快（每回合20英尺）。它常常躲藏在冰雪之下，只要周围60英尺之内有生物触碰地面，冰蠕虫就能感应到其位置，随后从下方突袭攻击猎物。
冰蠕虫愤怒的时候，身体会变得非常炽热。此时如果使用天生武器或徒手攻击冰蠕虫的身体，都会受到8d6点火焰伤害；如果使用近战武器（例如斧头、弯刀）攻击冰蠕虫的话，武器甚至可能会被烧毁。

## 和其他种族的关系
冰蠕虫虽然是魔法生物，但智力较低，也不会说话。通常以霜巨人、北极熊为食。

## 相关的文学和游戏
在小说黑暗精灵三部曲之《旅居》中，崔斯特的矮人朋友布鲁诺曾遭遇过一只超大的冰蠕虫，第二十四章有详细的描述。“……然而冰蠕虫却从小凹室里追了出来，它那达四十尺，蛇般的身体就像一条冰蓝色的缎带，从里头滑出。多角型、闪着白光的虫眼则紧盯着矮人。它短而强韧的翅膀抬高身体的前半段，后面则有数十对脚负责推进它蜿蜒的体干。……”
在被遗忘的国度战役设定中，冰风谷的东边和北边是大片人迹罕至的冰川密布区域，这里生存在不少冰蠕虫。
在电脑游戏冰风谷2第二章中，有一个NPC被冰蠕虫吃掉了。主角需要杀掉冰蠕虫才能救出他。